# 라파주

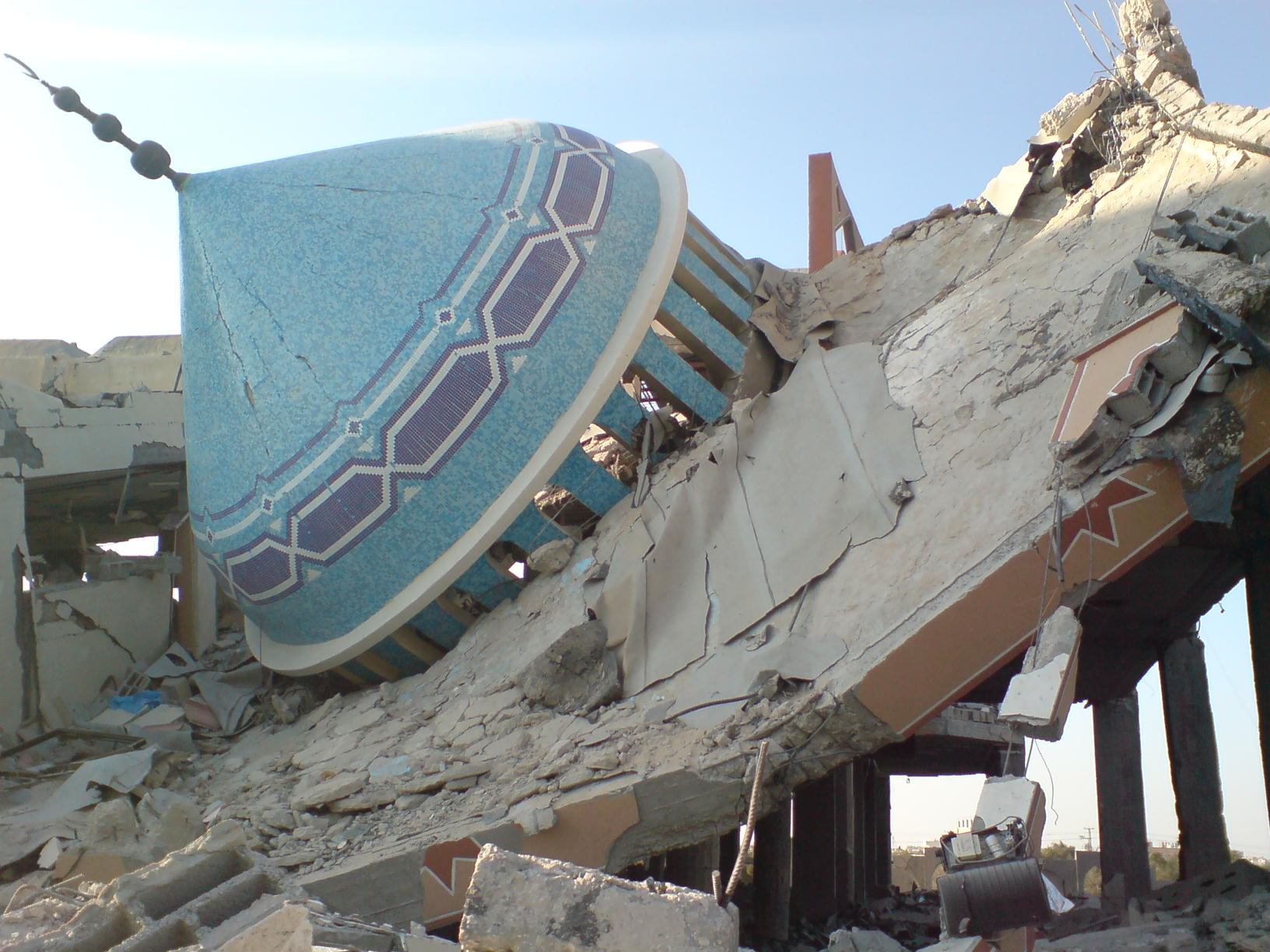

라파주(아랍어: محافظة رفح)는 팔레스타인의 행정 구역으로, 가자 지구 최남단에 위치하고 있으며 이집트와 국경을 맞대고 있다. 주도는 라파이며 인구는 171,363명(2006년 팔레스타인 자치 정부 중앙통계국이 발표한 통계 자료를 기준으로 함)이다. 야세르 아라파트 국제공항(현재는 폐쇄된 상태)이 있는 주이기도 하다.
| \| \| 가자 지구 팔레스타인 \| v • d • e • h \|        |                      |               |
| 북가자주 가자주 가자 데이르알발라주 칸유니스주 라파주 |                      |               |
| Flag of Palestine                                     | 가자 지구 팔레스타인 | v • d • e • h |